# Орта-Дересін (селище)
О́рта-Дересі́н (каз. Орта Дересін) — станційне селище у складі Актогайського району Карагандинської області Казахстану. Входить до складу Ортадересінського сільського округу.
Населення — 34 особи (2021; 149 у 2009, 74 у 1999, 107 у 1989).
Національний склад станом на 1989 рік:
- казахи — 42 %;
- росіяни — 41 %.

Станом на 1989 рік селище мало назву Ортадересін.